# Aleksandra Nieśpielak

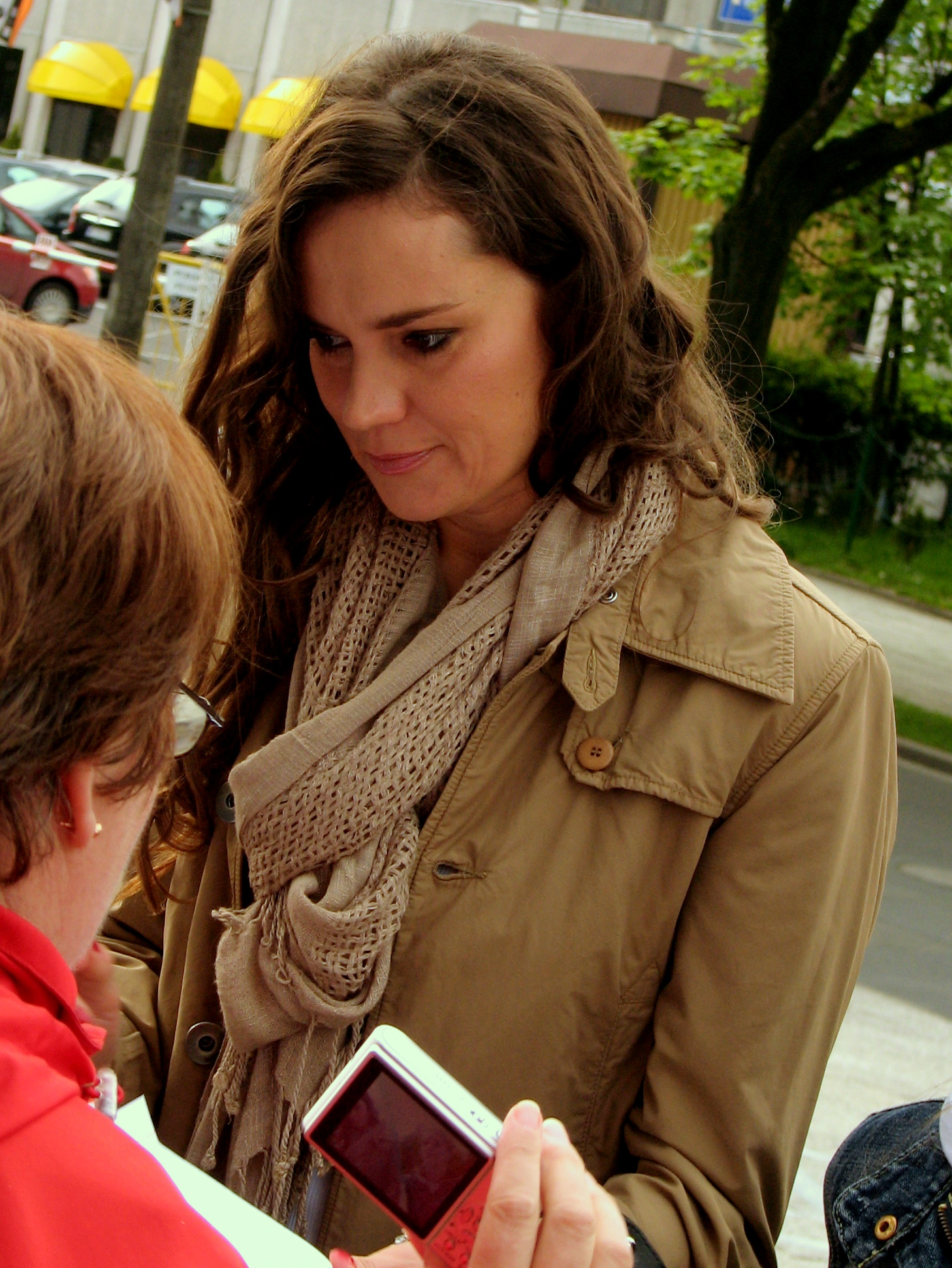
Aleksandra Nieśpielak, 2010

Aleksandra Nieśpielak (ur. 13 kwietnia 1973 w Kamiennej Górze) – polska aktorka filmowa i telewizyjna, sporadycznie także teatralna.

## Życiorys
Ukończyła I Liceum Ogólnokształcące im. Mikołaja Kopernika w Lubinie, jest także absolwentką Zespołu Szkół Muzycznych w Legnicy, wydziału wokalnego szkoły muzycznej oraz Wydziału Aktorskiego Łódzkiej Szkoły Filmowej. Zwyciężyła w konkursie dla obiecujących aktorek organizowanym przez miesięcznik „Cinema”, za co w nagrodę wyjechała w 1999 roku na Międzynarodowy Festiwal Filmowy w Cannes.
Wiosną 2009 uczestniczyła w piątej edycji programu rozrywkowego Polsatu Jak oni śpiewają. Pod koniec października 2010 roku wydała swój debiutancki album muzyczny pt. Dzień dobry dniu, a tytułowy singiel z płyty został piosenką tygodnia w programie Pytanie na śniadanie. W latach 2016–2017 prowadziła program Mów mi mistrzu.
Była związana z Władysławem Pasikowskim. W 2002 roku poślubiła Macieja Kubiaka, z którym ma synów: Mateusza (ur. 2002) i Antoniego (ur. 2008). Miała także trzeciego syna Karola (ur. 2006), który jednak zmarł trzy godziny po narodzinach z powodu wady serca.

## Filmografia
- 1996: Gry uliczne jako charakteryzatorka
- 1996: Szamanka jako dziewczyna na imprezie
- 1998: Gunblast Vodka jako policjantka
- 1998: Demony wojny według Goi jako Nicole
- 1999: Kallafiorr jako Lena
- 1999: Dług jako dziewczyna Tadeusza
- 1999: O dwóch takich, co nic nie ukradli jako barmanka
- 1999: Policjanci (serial) jako Weronika Jasińska, żona Piotra
- 1999: Czułość i kłamstwa jako Anna
- 1999: Krugerandy jako Joanna
- 2000: Świąteczna przygoda jako dziewczyna z jabłkiem
- 2000: Wielkie rzeczy: Gra jako Jola
- 2001: Reich jako Ola
- 2001: Zostać miss (serial) jako Beata Wójcik
- 2001–2002: Lokatorzy jako Róża (gościnnie)
- 2003–2005: Czego się boją faceci, czyli seks w mniejszym mieście (serial) jako Alicja Weber, szefowa Gustawa
- 2004: Pensjonat pod Różą (serial) jako Bogna Krasny (gościnnie)
- 2004: Camera Café (serial) jako Agnieszka (gościnnie)
- 2005: Na dobre i na złe (serial) jako Magda, córka Nataszy (gościnnie)
- 2005: Pełną parą (serial) jako Krysia Strusiowa
- 2006: Przebacz jako Joanna
- 2006–2007: Pogoda na piątek (serial) jako Karolina
- 2006: Magda M. (serial) jako Elżbieta Karczewska (gościnnie)
- 2007: Pitbull (serial) jako Joanna Lisiecka (gościnnie)
- 2007: Pierwsza miłość (serial) jako Ewa Jankiewicz, wicedyrektor ds. administracyjnych Szpitala Kolejowego we Wrocławiu
- 2007–2010: Barwy szczęścia (serial) jako Anka, przyjaciółka Marty Walawskiej
- 2007–2008: Złotopolscy (serial) jako Viola, koleżanka Tomka Gabriela
- 2008: Kryminalni (serial) jako Maja, była partnerka Baranowskiego (gościnnie)
- 2008: Na kocią łapę (serial) jako Alicja, kochanka Artura
- 2008: Teraz albo nigdy! (serial) jako żona Bartosza (gościnnie)
- 2008: Twarzą w twarz (serial) jako policjantka Anka
- 2009, 2012: Ojciec Mateusz (serial) jako Weronika (odc. 23), Olga Bilska (odc. 99) (gościnnie)
- 2009: Przystań (serial) jako Bożena (gościnnie)
- 2010: Klub szalonych dziewic (serial) jako Beata Saniewicz
- 2011: Proste pragnienia
- 2012: Kac Wawa jako Małgocha
- 2012: Reguły gry (serial) jako Basia, siostra Magdy (gościnnie)
- 2013: Pierwsza miłość jako Laura, trenerka kandydatów do koknkursu mister
- 2013: Prawo Agaty jako Lucyna Duda (od. 34) (gościnnie)
- 2013: Na krawędzi jako laborantka Gabrysia (odc. 5) (gościnnie)
- 2013–2014: Klan jako Miranda
- 2013: Na krawędzi 2 jako laborantka Gabrysia (odc. 9 i 11)
- od 2019: Korona królów jako Felicja

## Spektakle teatralne (wybór)
- 1998: Choroba młodości jako Desieree (reż. Grzegorz Wiśniewski)
- 2001: Stosunki na szczycie jako Astrid (reż. Jerzy Bończak)
- 2006: Osobisty Jezus (reż. P. Wojciszek)
- 2007: Pasja (reż. Zbigniew Brzoza)

## Dyskografia
- 2010: Dzień Dobry Dniu